# Eska TV Extra
Eska TV Extra – polskojęzyczna stacja telewizyjna o charakterze muzycznym będąca rozwinięciem kanału Eska TV.

## Historia
Kanał rozpoczął nadawanie 16 czerwca 2017 roku, w miejscu dotychczas zajmowanym przez stację Eska TV, która z kolei objęła miejsce kanału 8TV. 4 grudnia 2017 roku Telewizja Polsat Sp. z o.o. w wyniku umowy zawartej z Grupą ZPR Media nabyła 100% akcji spółki Eska TV S.A. będącego nadawcą stacji stając się tym samym jedynym jej właścicielem.

## Profil stacji
Stacja emituje najnowsze utwory muzyczne, głównie muzykę pop, pop-rock, dance, reggae, samba oraz najbardziej znane utwory z lat 80. i 90. XX wieku.

## Dostępność
Kanał jest dostępny w sieciach kablowych, na platformach cyfrowych: Platforma Canal+, Orange TV i Polsat Box. Dawniej kanał był też dostępny lokalnie drogą naziemną za pośrednictwem multipleksów lokalnych MUX-L2 (TVT - Rybnik, Ornontowice) oraz MUX-L4 (MWE - Wrocław, Świdnica) do 1 lutego 2023 roku, gdzie kanał ten został zastąpiony przez Nowa TV HD (w przypadku MUX-L2) oraz Nuta.TV (w przypadku MUX-L4), a do 23 stycznia 2024 roku kanał także był dostępny w niekodowanym przekazie satelitarnym (FTA).

## Programy muzyczne

### Obecne
- Hit godzina
- Będę grał w grę – Damian Wilczyński
- Polska lista
- Poranek
- Twoja ImprESKA
- Wrzuć na luz
- Hity zawsze na czasie – Kasia Węsierska
- Nagrywarka
- Przesłuchanie
- Jazdy gwiazdy
- The best of ESKA
- Co się słucha
- Pod lupą

### Cykliczne
- Eska Music Award
- Koncert RAZEM NA ŚWIĘTA
- Świąteczny poranek
- Hit Wigilia
- Hit Święta
- Świąteczna Impreska
- Sylwestrowa Impreska

### Dawne
- Hity na lato
- Wakacyjna impreska
- Podwójna Gorąca 20 News – Martyna Kondratowicz
- Projekt Kamper
- ESKA on the Beach
- Ale PRANK
- Mobmania

## Programy rozrywkowe

### Obecne
- Bywanie na dywanie – Ola Kot i Paulina Koziejowska